# 病院検索
病院検索（びょういんけんさく）は、病院・歯医者・診療所を検索できるサービス。PCもしくはスマートフォンなどの情報端末デバイスから、診療科目や地域名で検索できる。

## 問題点
全国の医療機関の数は2014年6月現在約17万7千施設程度と言われているが、その全てを網羅している病院検索サービスは存在していない。理由としては毎月のように開業と閉院があり、また厚生労働省が毎月PDFで提供している病院のデータは、医療機関名・電話番号といった基本的な情報のみにとどまっているため、病院検索に必要な診療科目や専門医、専門外来といったデータは購入するか、独自で収集する必要があるためである。
病院検索サービスには口コミを投稿する機能があるが、受診する患者の状況により、提供できる医療もその結果も異なるなど個人差が大きいため、投稿数はそれほど多くない。

## 医療機関情報の有料データ（病院・歯医者・診療所・薬局のデータ）について
病院や歯医者などの医療機関データは、主にCSV形式で提供されるが、最近ではAPI形式で提供されるものもある。
医療機関情報は独自で収集するか、もしくは企業が販売しているものを購入することで入手することができる。
販売されている医療機関データの価格は主に次の内容により異なるが、初期費用が数十万円〜数百万円、毎月数十万円〜数百万円と高額なことが多い。